# اوباداگاهادنیا
اوباداگاهادنیا (به لاتین: Obadagahadeniya) یک منطقهٔ مسکونی در سری‌لانکا است که در استان جنوبی (سری‌لانکا) واقع شده‌است.